# Meinrad Belle
Meinrad Belle (* 18. Juli 1943 in Philippsburg; † 4. Dezember 2015) war ein deutscher Politiker (CDU). Er war von 1975 bis 1990 Bürgermeister der Gemeinde Brigachtal im Schwarzwald-Baar-Kreis und von 1990 bis 2002 Abgeordneter des Deutschen Bundestages.

## Leben
Belle besuchte die Volksschule in Philippsburg, anschließend die Höhere Handelsschule in Bruchsal, welche er 1960 mit dem Abschluss der Mittleren Reife verließ. Er machte danach bis 1963 eine Ausbildung zum Rechtspfleger im Land Baden-Württemberg. Dann arbeitete er bis 1974 im gehobenen Justizdienst des Landes, zuletzt als Geschäftsleiter des Amtsgerichts und der Vollzugsanstalt Villingen-Schwenningen.

## Politik
Belle trat im Jahr 1974 der CDU bei. 1975 wurde er zum Bürgermeister der Gemeinde Brigachtal gewählt. 1990, im Jahr seiner Wahl in den Bundestag, trat er von diesem Posten zurück. Von 1978 bis 1994 war er zudem stellvertretender Vorsitzender der Kommunalpolitischen Vereinigung Schwarzwald-Baar-Kreis. Von 1979 bis 1990 war er Abgeordneter des Kreistages des Schwarzwald-Baar-Kreises. Bei der Bundestagswahl 1990 konnte er sich im Wahlkreis Schwarzwald-Baar mit 53,6 % durchsetzen und erreichte so das Direktmandat.
Im Mai 1997 stimmte Belle als einer von 138 Abgeordneten dagegen, Vergewaltigung auch in der Ehe als Verbrechen unter Strafe zu stellen. Die Gesetzesänderung wurde mit 471 Ja-Stimmen bei 35 Enthaltungen verabschiedet. Für die Abstimmung war die Fraktionsdisziplin aufgehoben worden. Zuvor war Vergewaltigung als „außerehelich“ definiert, weswegen eine Vergewaltigung in der Ehe nur als bloße Nötigung strafbar war.
Seit dem Sommer 2000 war er Obmann der CDU/CSU-Fraktion im Innenausschuss des Deutschen Bundestages und seit September 2000 Vizepräsident des Deutschen Städte- und Gemeindebundes. Bei der Bundestagswahl 2002 trat er nicht mehr an, sein Nachfolger in seinem Wahlkreis wurde Siegfried Kauder.